# Ян Веньгуй
Ян Веньгуй (燕文貴, 967 —1044) — китайський художник часів династії Сун.

## Життєпис
Народився у 967 році у м. Усін (сучасна провінція Чжецзян). Про молоді роки мало відомостей. Спочатку був солдатом в армії. Згодом на початку володарювання імператора Тай-цзуна він вирушив до столиці Кайфена на човні. Там він зумів затоваришувати з Гао І, за рекомендацією якого вступив до Академії живопису (вочевідь ще до переїзду до столиці імперії Ян мав досвід малювання й власноруч створені картини). Він брав участь у створенні розписів для храму Сянгуо, монастиря Юйцін Чжаойінь. Від нового імператор Чжень-цзуна отримав звання художника-в-очікуванні. Подальша доля Ян Веньгуя пов'язана з виконання замовлень імператорського двору. Сконав він у 1044 році у Кайфені.

## Творчість
Ян спеціалізувався в зображені пейзажів, будівель, човнів, транспортних засобів. На відміну від монументальних сувоїв інших північносунських художників Ян Веньгуй створював окремі образи, часто на його картинах присутні поодинокі фігури. Роботи написані у спокійній манері, спокійними фарбами. Прикладом є картини-сувої: «Рибалки», «Будівлі серед гір та річок», «Нічний ринок». Його стиль у зображені ландшафтів отримав назву «погляд Ян» й знайшов прихильників й продовжувачів серед художників середнього періоду Мін.